# Sporobolus
Sporobolus é um género botânico pertencente à família Poaceae.